# 簡·費克斯
簡尼斯·O·費克斯（英語：Janice O. Faiks；1945年11月7日—2017年4月10日），是美國的共和黨政治人物，前阿拉斯加州參議院議員。

## 生平
費克斯生於紐約州亨普斯特德，曾就讀查克托哈奇高中，後在佛罗里达州立大学修讀數學，並於阿拉斯加大学安克雷奇分校取得諮詢心理學碩士學位。
1968年到1978年，她在安克雷奇學區的學校教書，亦自1982年到1992年循共和黨黨籍當選為阿拉斯加州参议院第E-B和第F-B選區議員。離開議會後，費克斯再次投入學生生涯：入讀乔治城大学法律中心，又在阿拉斯加州議會和藥品研究與製造商協會工作，至2013年退休。
退休後費克斯與同為前阿拉斯加州參議院議員的勞埃德·瓊斯移居到佛羅里達州艾密莉亞島，其後在2016年診斷出患有腦癌，到2017年4月10日去世。